# 方先知
方先知（1962年11月—），湖南平江人，1985年12月加入中国共产党。武汉地质学院毕业，中南大学管理科学与工程专业博士研究生，高级工程师。中华人民共和国政治人物。

## 生平
方先知历任湖南省地矿局408队技术员、助理工程师、总工程师办公室副主任、队长、总工程师、省地质矿产勘查开发局副局长等职。2000年4月任湖南省国土资源厅副厅长，2008年11月任厅党组副书记，2010年1月任党组书记，3月被正式任命为厅长。2018年2月被免职，改任第十三屆湖南省人大财政经济委员会主任委员。同年9月不再担任，2019年7月，方先知因严重违法违纪，被中共湖南省委开除党籍。